# Mina de Chico Rei
Mina de Chico Rei é uma escavação subterrânea  localizada sob parte da cidade de Ouro Preto onde, por tradição oral, o personagem real conhecido como Chico Rei, trazido do Congo como escravo trabalhou explorando-a até comprar sua carta de alforria e, depois, a própria mina, durante o ciclo do ouro no Brasil Colonial. Está aberta à visitação turística nos 50 metros iniciais.
Conta a tradição oral que Chico Rei e outros escravos escondiam ouro entre os cabelos ao saírem da mina e mais tarde lavavam-os na pia batismal da igreja, sendo acobertados pelos religiosos. O Major Augusto, que fora o proprietário da mina vendeu-a ao alforriado Chico Rei  no final de sua vida, e nas mãos deste ela passou a prosperar.
A mina, que antes era chamada de Encardideira, foi redescoberta em 1950 e renomeada como Mina de Chico Rei. É escavada artesanalmente, e distribuída em cinco níveis. Possui uma galeria de 11.500 metros, e está iluminada  apenas no túnel inicial, até o chamado salão de cristais, que é um átrio a partir do qual sai um túnel mais elevado. A mina, que está sendo mapeada por estudantes de geologia estende suas galerias até a Casa dos Contos e a Escola de Minas, antigo palácio do Governador.